# Фридлендер, Альфред
Альфред Фридлендер фон Мальгейм (нем. Alfred Friedländer von Malheim; 21 сентября 1860, Вена — 9 апреля 1933, Вена) — австрийский исторический художник.

## Биография
Родился в 1860 году в Вене в семье художника Фридриха Фридлендера (1825–1901). В 1889 году его отец, за свои заслуги в области живописи, был возведён в потомственное дворянство с фамилией Фридлендер фон Мальгейм; ту же фамилию с этого времени носили и его дети. 
Альфред имел двух сестёр-художниц, одна из которых писала натюрморты, а другая — жанровые сцены. С 1874 года учился в Венской академии художеств, а с 1881 года — в Мюнхенской академии, в мастерской у Вильгельма фон Дица.
Фридлендер оставался в Мюнхене по меньше мере до 1890 года. Период с 1895 по 1899 год он провел в Риме. Начиная с 1901 года снова жил и работал в Вене.
Как художник, специализировался на камерных работах, в основном, посвящённых событиям XVII века, в первую очередь — Тридцатилетней войны. Картины Фридлендера могут быть отнесены как к исторической, так и к жанровой живописи; в немецкой  традиции их классифицируют даже как «пейзажи с военными и охотничьими сценами». 
В 1903 году художник отказался от унаследованного им дворянства. 
Скончался Фридлендер в 1933 году в Вене. 

## Галерея

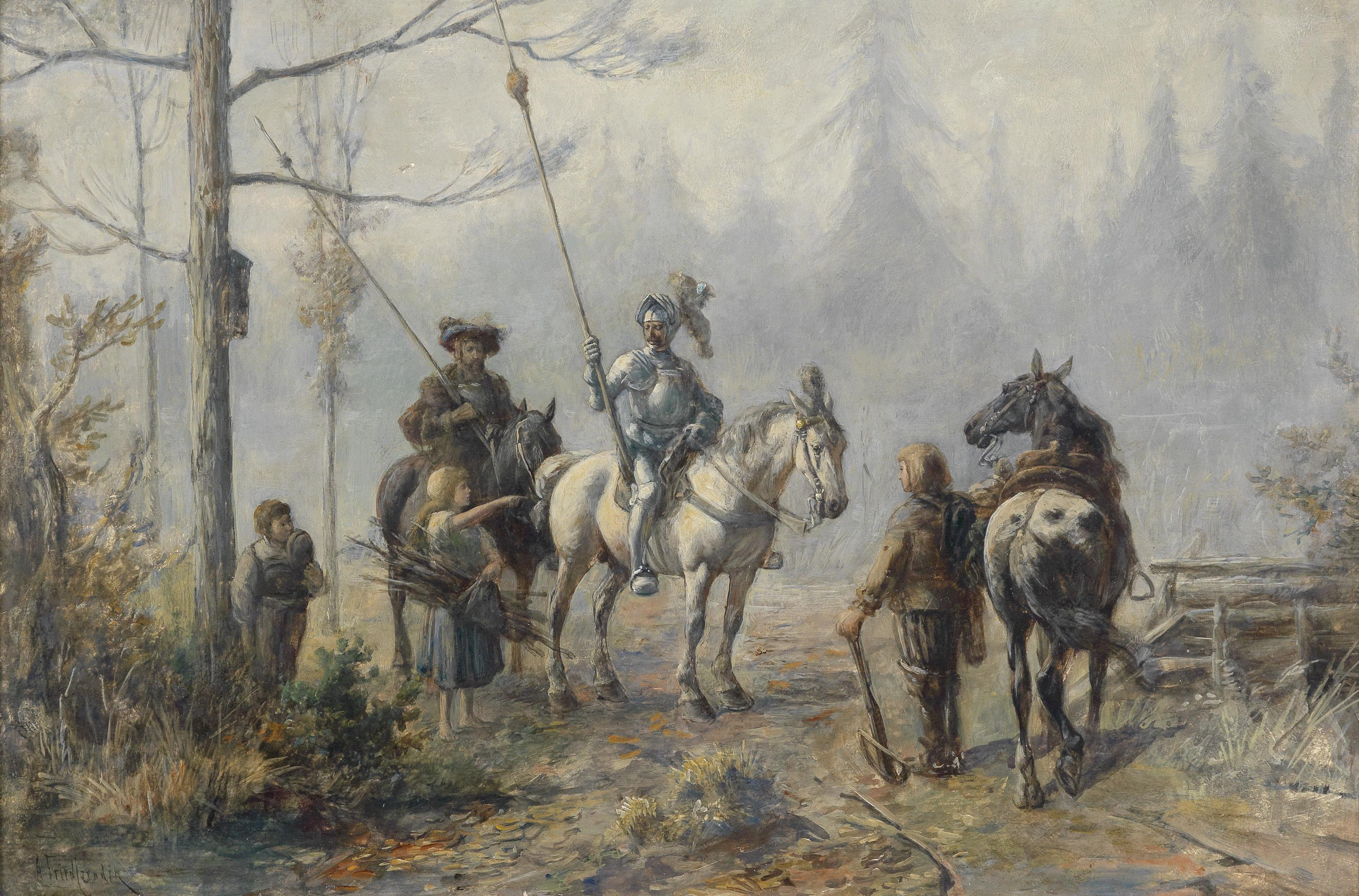
Заблудились
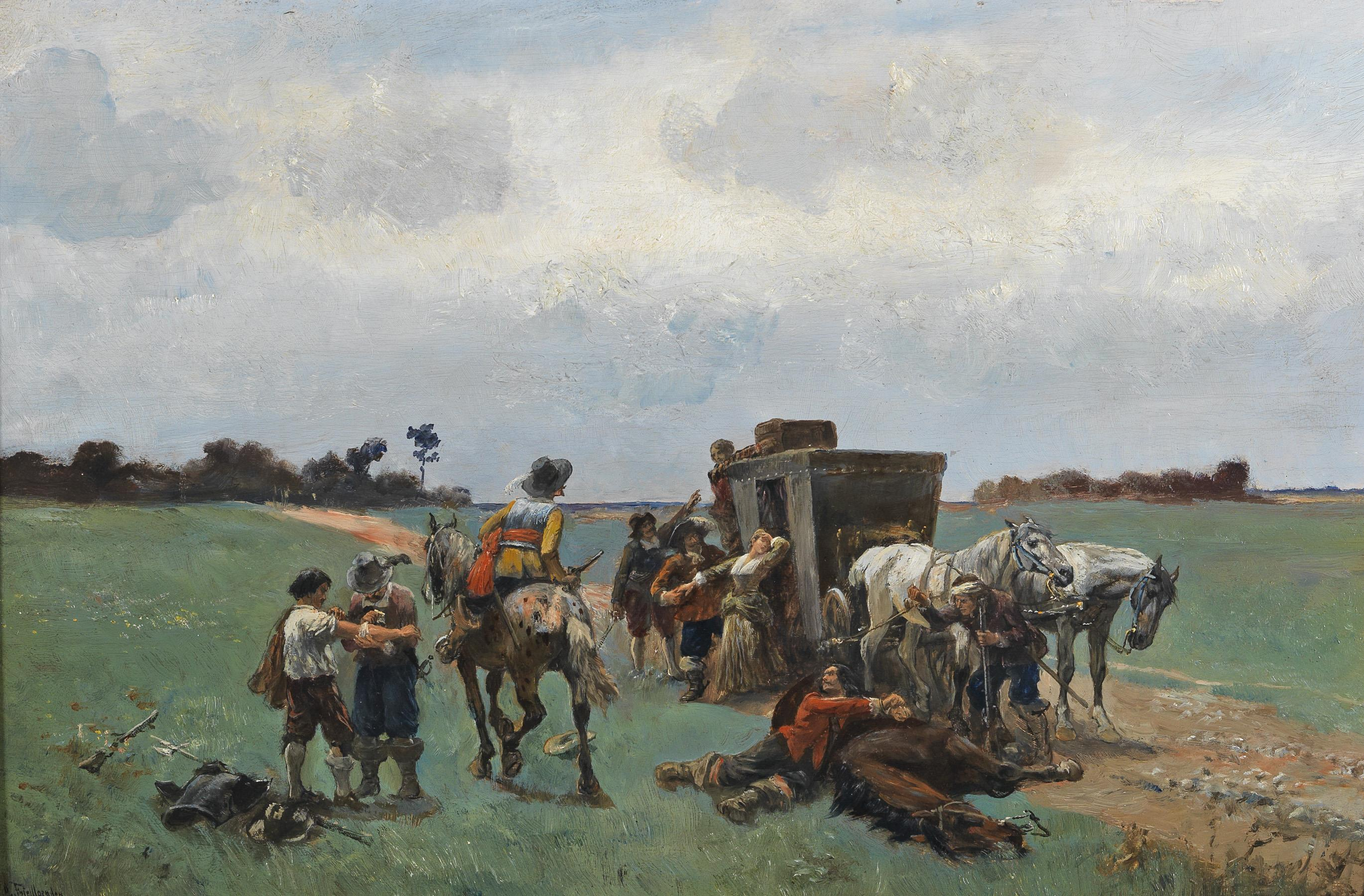
Ограбление
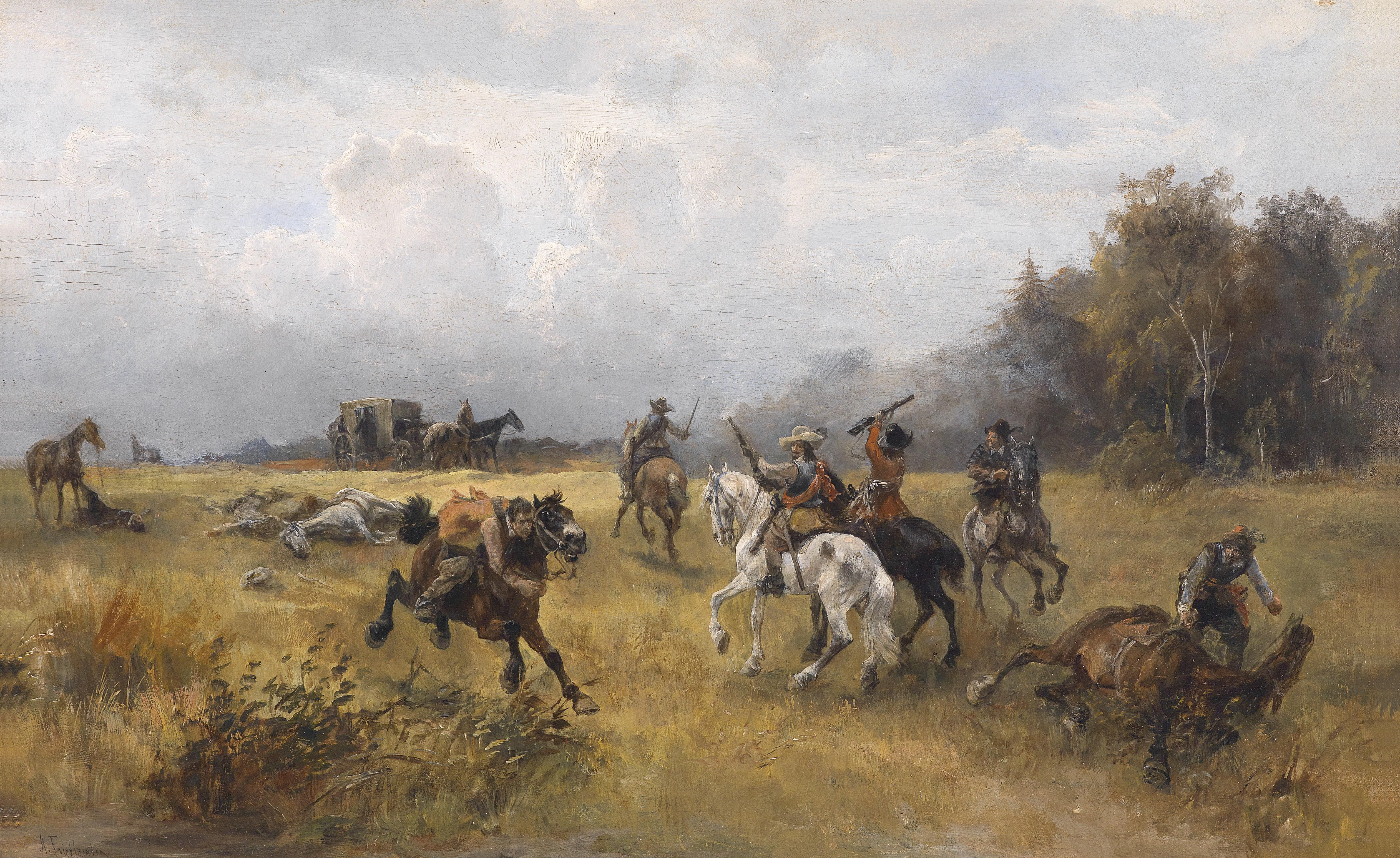
После набега
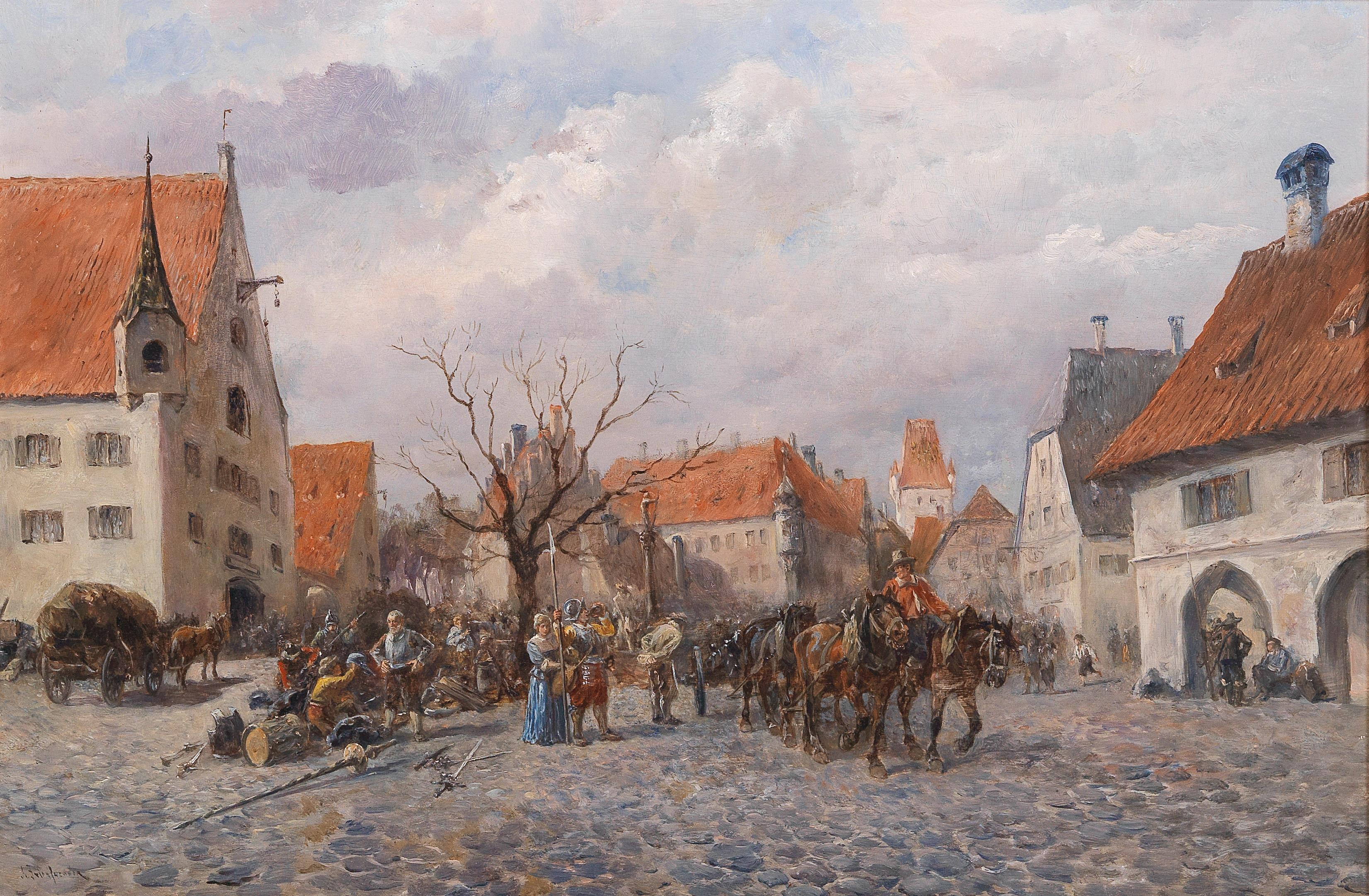
Городская площадь в военное время
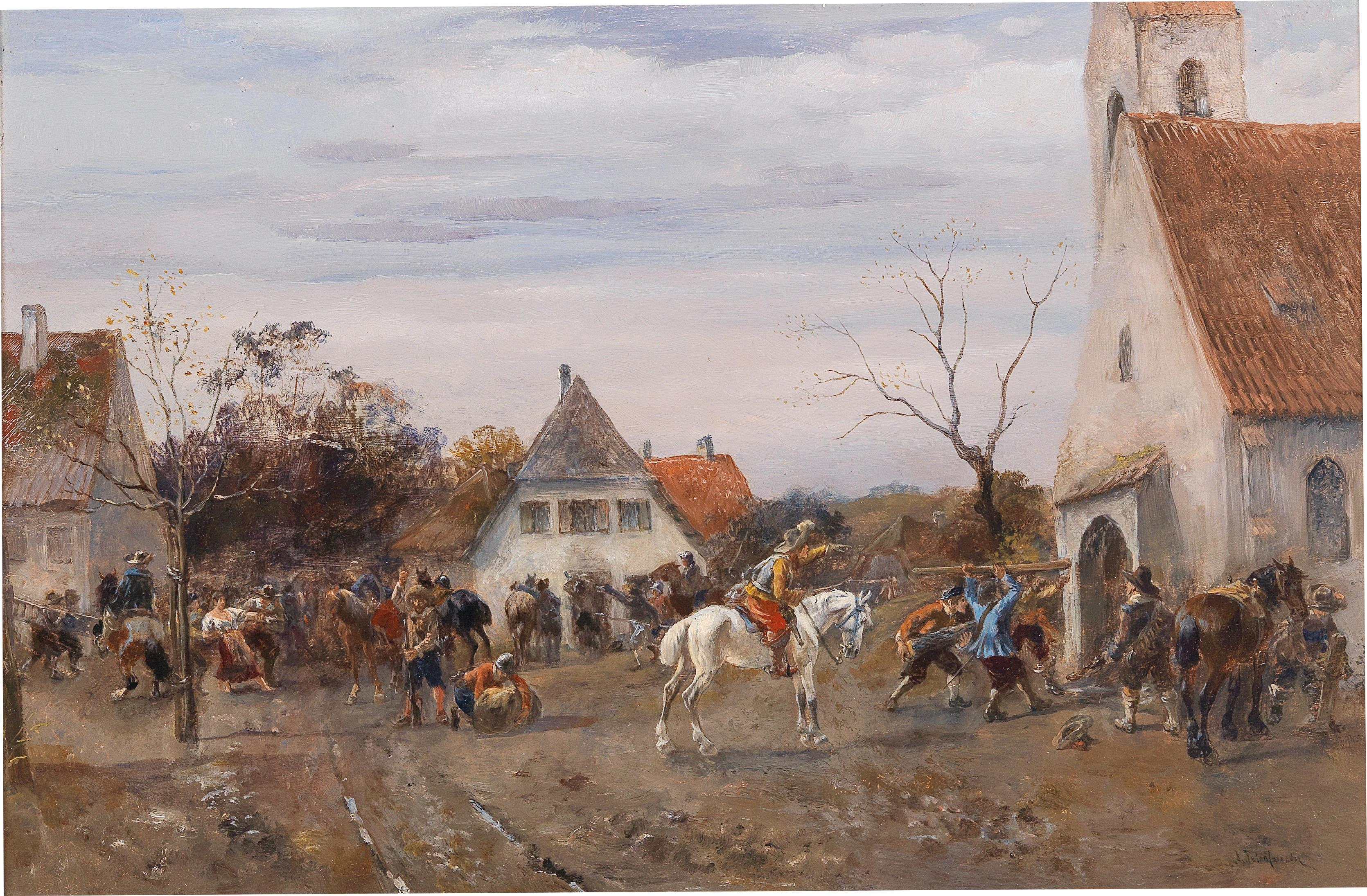
Выламывают дверь
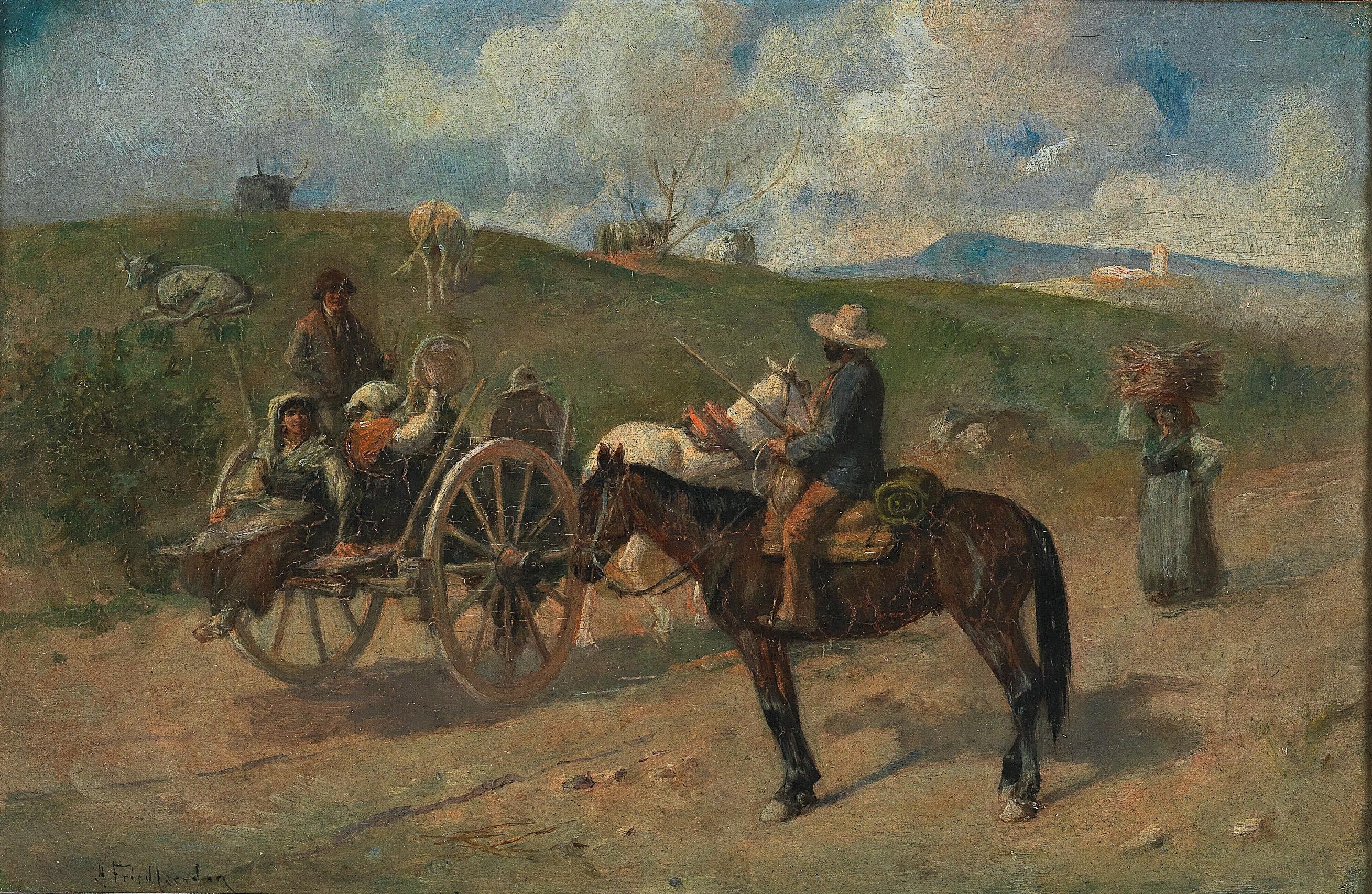
Современная художнику Южная Европа (Италия?). Разговор на просёлочной дороге.